# 植松宗之
植松 宗之（うえまつ むねゆき、1990年3月9日 - ）は、日本のラグビー選手。

## プロフィール
- 京都府出身。
- ポジションはナンバーエイト(No8)、フランカー(FL)。
- 身長 183cm、体重 97kg
- ニックネームはムネ。

## 略歴
5歳からラグビーを始めた。
2008年、立命館高校卒業後、立命館大学に入学する。
2011年、立命館大学ラグビー部の副将に就任した。
2012年、立命館大学卒業後、キヤノンイーグルスに加入。同年9月1日に行われたジャパンラグビートップリーグ第1節のNTTドコモレッドハリケーンズ戦に先発出場で公式戦初出場を果たした。
2016年、キヤノンイーグルスの副将に就任した。
2019年、キヤノンイーグルスを退団した。

## MV出演
- Carnavacation「だれも知らない」[7]。